# Yola pinheyi
Yola pinheyi är en skalbaggsart som beskrevs av Olof Biström 1983. Yola pinheyi ingår i släktet Yola och familjen dykare. Inga underarter finns listade i Catalogue of Life.